# Joseph Périnault
Joseph Périnault (né le 8 octobre 1732 – décédé 31 janvier 1814) était un commerçant de fourrure durant le régime seigneurial de la Nouvelle-France et homme politique fédéral du Bas-Canada. Il était né à Montréal en 1732 et a travaillé comme tailleur. Avec les autres marchands de Montréal, il a investi dans le commerce des fourrures et participa à des expéditions de traite des fourrures. En 1765, avec le marchand montréalais Pierre Foretier, il acheta une grande partie de la seigneurie de l'Île-Bizard et le fief de Closse, plus tard il vend sa part à Foretier. Périnault a été nommé juge de paix pour le district de Montréal en 1796. La même année, il est élu à l'Assemblée législative du Bas-Canada dans le Comté de Huntingdon. En 1800, il est élu dans l'ouest de Montréal. De 1806 jusqu'à sa mort en 1814, Périnault vivait avec son fils, Pierre-Joseph, qui était un prêtre de paroisse à Sault-au-Récollet à Montréal Nord. Il fut enterré dans l'église paroissiale.